# Ivana Odehnalová
Ivana Odehnalová (* 9. ledna 1986 Valtice), rozená Skálová, je česká divadelní herečka.
Absolvovala Gymnázium Uherské Hradiště a následně v roce 2009 vystudovala muzikálové herectví na Divadelní fakultě Janáčkovy akademie múzických umění v Brně. Studium ukončila absolventskou rolí Marie ve Večeru tříkrálovém (režie Jana Janěková). Od 15. října 2009 je členkou muzikálového souboru Městského divadla Brno.

## Role v Městském divadle Brno
- Irena Molloyová – Hello, Dolly!
- Vladěna / 2. rajka – Ptákoviny podle Aristofana
- Irma Jánská – Škola základ života
- Panenka – Mary Poppins
- Sugar Kane – Sugar! (Někdo to rád horké)
- Roxie Hartová – Chicago
- Bella – Kráska a zvíře
- Crystal – Kvítek z horrroru
- Babice – Les Misérables (Bídníci)
- Nanny – Mozart!
- Linda – Pokrevní bratři